# Ringarogy Island
Ringarogy Island är en ö i republiken Irland.   Den ligger i grevskapet County Cork och provinsen Munster, i den sydvästra delen av landet, 300 km sydväst om huvudstaden Dublin.